# Most Siennicki
Most Siennicki (niem. Breitenbach Brücke) – most w Gdańsku, na Martwej Wiśle. Łączy miasto z Wyspą Portową.

## Historia
Most został otwarty po raz pierwszy 8 czerwca 1912, po rozbiórce okolicznych fortyfikacji. Konstrukcja mostu wyróżniała się zwodzoną środkową częścią i charakterystycznymi dwoma wieżyczkami (od strony wschodniej) operatorów mostu. Most zastąpił starą, odwieczną przeprawę promową przez Martwą Wisłę pod Gęsią Karczmą. W chwili otwarcia był największym mostem zwodzonym nad Morzem Bałtyckim.
W lipcu 1927 uruchomiono przeprowadzoną przez most linię tramwajową do plaży na Stogach.

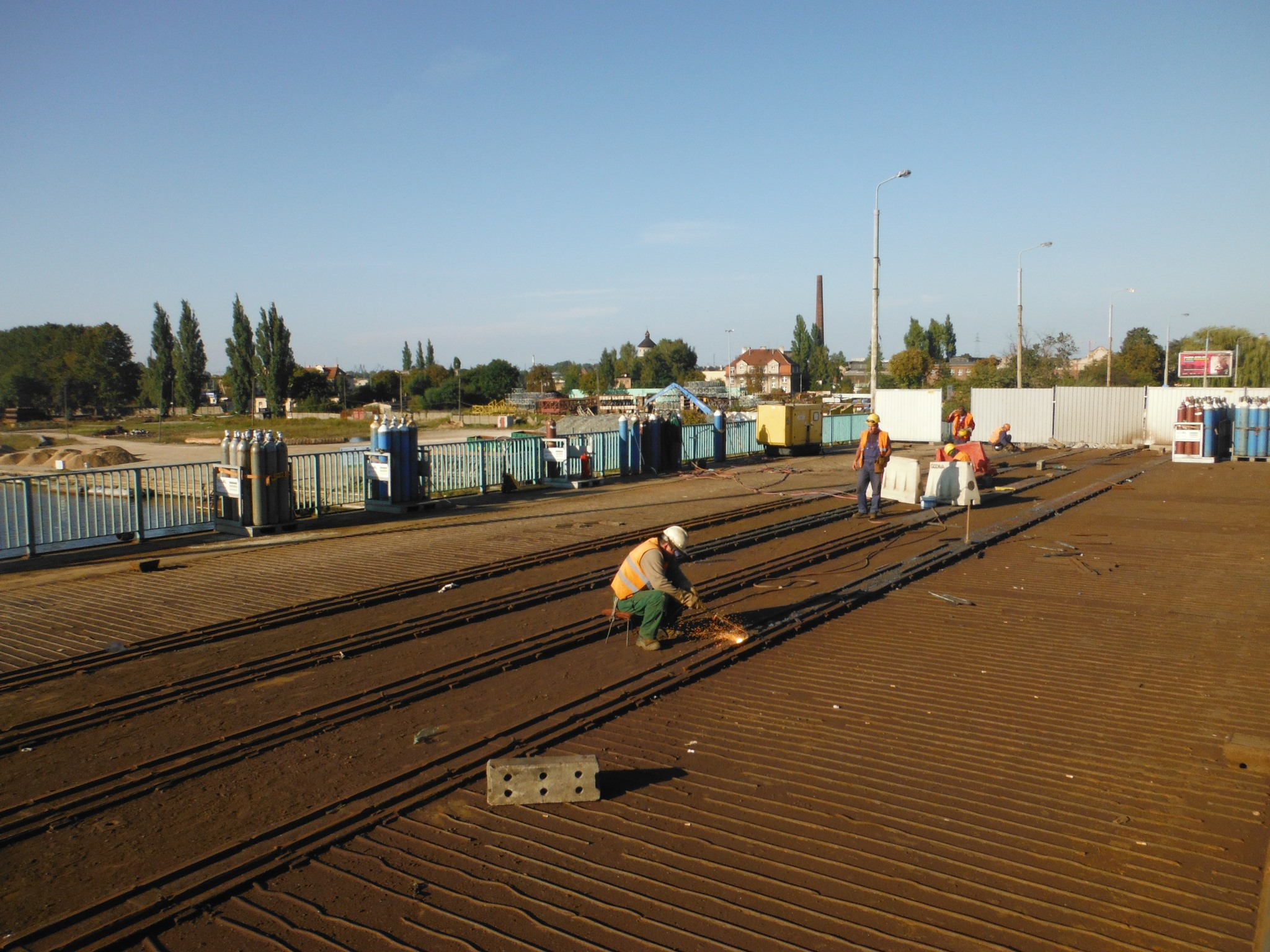
Prace remontowe na moście (2014)

Do 1945 pierwotna konstrukcja mostu nosiła nazwę Breitenbach Brücke, od nazwiska Paula von Breitenbacha (1850-1930), pochodzącego z Gdańska pruskiego ministra robót publicznych.
Podczas II wojny światowej most został poważnie uszkodzony. W 1947 został odbudowany jako most stały, bez zwodzonych przęseł i bez domków operatorów. Duży ruch na obiekcie, m.in. samochodów ciężarowych z portu, spowodował w latach 70. obsuwanie się obiektu i jego zamknięcie. W latach 70. i 80. most był doraźnie remontowany, a ostatni generalny remont mostu (pod koniec lat 80.) doprowadził do wstrzymania ruchu tramwajowego na Stogi na okres trwania robót. W latach 1986–89 został rozebrany i zbudowany na nowo, węższy, ale o nośności zwiększonej do 30 ton; oddany do użytku 31 sierpnia 1989. 
W ostatnich latach most Siennicki został odciążony przez nowy most III Tysiąclecia im. Jana Pawła II (będący częścią Trasy Sucharskiego). Jednak mimo to fakt, iż przez lata był jedynym połączeniem Wyspy Portowej z pozostałą częścią Gdańska, a w międzyczasie znacząco wzrósł ruch samochodowy, doprowadził do znacznego zużycia konstrukcji. Dlatego też w czerwcu 2014 rozpoczął się remont Mostu Siennickiego, będący jednym z elementów Gdańskiego Projektu Komunikacji miejskiej (etap IIIC); Most Siennicki został zamknięty jedynie dla ruchu kołowego. Most im. Jana Pawła II przejął ruch samochodowy (w tym autobusów komunikacji regularnej i zastępczej), nie zapewniając jednak z braku chodników (poza awaryjnymi) bezpiecznej przeprawy dla pieszych i rowerzystów. Ruch tramwajów przywrócono 24 grudnia tego samego roku mimo wciąż trwających prac przy remoncie jezdni mostu. Ostatecznie został otwarty dla pojazdów samochodowych 17 września 2015.
Z powodu złego stanu technicznego obiektu (w szczególności pochodzących z początku XX wieku fundamentów przyczółków), w czerwcu 2020 na moście wprowadzono ograniczenie tonażu przejeżdżających pojazdów do 10 ton (z wyjątkiem tramwajów i autobusów komunikacji miejskiej), a prędkości do 30 km/h.
W latach 2022–2023 planowane było przeprowadzenie remontu obiektu (szacowany koszt: 20 mln zł), w ramach którego miało nastąpić wydłużenie mostu w obu kierunkach o jedno przęsło i oparcie jego głównego ciężaru na nowych fundamentach przyczółków; wiązać się to miało ze zmianą przebiegu toru wodnego.
10 stycznia 2025 o godzinie 22:00 z powodu złego stanu przyczółków, most zamknięto całkowicie. 15 lipca tego roku most otwarto dla pieszych i rowerzystów, co umożliwiły kładki nad wykopami przy remontowanych przyczółkach.
Filary oraz przyczółki mostu wpisane są do gminnej ewidencji zabytków.